# Thelypteris altitudinis
Thelypteris altitudinis är en kärrbräkenväxtart som beskrevs av Ponce. Thelypteris altitudinis ingår i släktet Thelypteris och familjen Thelypteridaceae. Inga underarter finns listade.